# カノウ (モータルコンバット)
カノウ（Kano、加納）はミッドウェイゲームズとNetherRealm Studiosの対戦型格闘ゲーム『モータルコンバット』シリーズに登場する架空の人物。初出は1992年の「Mortal Kombat」。
架空のシンジケート「黒龍会（Black Dragon）」の最高幹部を務める。眼球にサイバネティックス加工を施しているのが特徴で、後発の作品ではレーザーを射出する。シリーズに何度も登場する悪役の1人で、人間界（Earthrealm）を脅かす勢力と手を組むことが多々ある。米軍特殊部隊（Special Forces）の将校ソニア・ブレイドの宿敵であり、彼女の目的はカノウに法の裁きを受けさせることである。
ゲーム以外でも、1995年の映画「モータル・コンバット」、2021年のリブート映画など様々なメディアミックス作品に登場する。

## キャスト
演
- リチャード・ディビシオ（『Mortal Kombat』 - 『Mortal Kombat Trilogy』）
- トレヴァー・ゴダード（映画『モータル・コンバット』）
- ダレン・シャラーヴィ（Webドラマ『Mortal Kombat: Legacy』）
- ジョシュ・ローソン（映画『モータルコンバット（2021年）』）

声
- マイケル・デ・バレス（TVアニメ『Mortal Kombat: Defenders of the Realm』）
- デイビッド・アレン（2000年 - 2006年）
- マイケル・マコノヒー（2008年 - 2015年）
- JB・ブラン（『Mortal Kombat 11』）
- ブライアン・ケージンガー（『シュガー・ラッシュ』）
- ロビン・アトキン・ダウンズ（2020年）
- 間宮康弘（映画『モータルコンバット（2021年）』日本語吹替）
- デビッド・ウェナム（長編アニメーション『Mortal Kombat Legends: Snow Blind』）

モーションキャプチャー
- リチャード・ディビシオ（『Mortal Kombat: Armageddon』）
- Sorin Brouwers（『Mortal Kombat vs. DC Universe』『Mortal Kombat（2011年）』）
- Derek Pratt (『Mortal Kombat 11』)

## 登場作品

### ゲーム
Mortal Kombat（1992年）
同作では幼少期に孤児となり犯罪に手を染めて生きてきた日系アメリカ人として描かれており、犯罪組織「黒龍会」のリーダーであったカノウは日米両国から国外追放され、35カ国で指名手配されていた。当初の名前は「Kao」であり、「Mortal Kombat: Special Forces」の没案では、逃亡したソニア・ブレイドの銃撃により、右目周辺を金属片に挿げ替えたという設定だった。モータルコンバットの主催者シャン・ツンが宮殿に金塊などの財宝を大量に持っているという噂を聞き、組織の発展のためにそれらの略奪を目当てに大会に参加した。カノウへの私怨を抱く特殊部隊員のソニアに猛追されていたが、大会の会場へと向かうシャン・ツンの船に飛び乗り、捕縛を免れた。彼を追って島へと向かったソニアは捕らえられ、大会に参加することを余儀なくされる。シャン・ツンとリュウ・カンの最終決戦にて、不承不承ながらもソニアと結託してゴローを倒すが、シャン・ツンの敗北によって島は自壊し、カノウとソニアは外界に幽閉されてしまう。「Mortal Kombat II」では、二人はシャオ・カーンの闘技場で鎖で繋がれ、晒し者にされた。
Mortal Kombat 3
ジャックスによってソニアとともに救出され、再び逃走を図る。シャオ・カーンに魂を売ったカノウは、彼の配下の兵士に人間界の武器の使い方を指南していた。ソニアに高層ビルの屋上から投げ落とされるが一命を取り留め、モタローに治療を施されたうえで監禁された。その後、モタローはシーヴァに殺され、彼女の手で牢獄から解放されている。
Mortal Kombat: Special Forces
黒龍会の構成員のノーフェイス（No Face）、ターシャ（Tasia）、ジャレック、トレマーを組織を改革するという名目で特殊部隊の拘置所から解放。しかし、カノウの真の目的は特殊部隊の追跡を足止めするための駒として4人を利用することだった。逃走中に特殊部隊を全滅させ外界へと向かい、そこで「Eye Of Chitian」というアーティファクトを回収し、驚異的な力を物にした。その後、特殊部隊のジャックスはカノウを人間界へと連行するが、逃走を許してしまう。同作では、ジャックスがカノウの目を損傷させたことが判明した。
Mortal Kombat: Deadly Alliance
シーヴァと共謀してシャオ・カーンを暗殺する計画を練っていたが、彼女を裏切り、カーンの暗殺を防いだ報酬として外界の将軍に昇進させられた。キタナとエデニアとショカンの連合軍を退けることに成功し、カーンの宮殿に戻ると、シャン・ツンとクァン・チーによってカーンは殺害されており、終戦後に2人に忠誠を誓った。シャン・ツンとクァン・チーから小さな村の支配を命じられ、2人はオナガの墓の上に魂の柱であるソウルネードを納めた神殿を建立した。
Mortal Kombat: Armageddon
赤龍会に捕らえられたテイヴンを発見し、組織の目的は遺伝子操作を利用した人間とドラゴンのハイブリッドの誕生で、カノウと赤龍会のメンバーが実験台にされていたことを施設を脱出する前に彼に説明した。エンディングではブレイズの撃破後に赤龍会に注入された因子が覚醒し、ドラゴンへと変貌した。
Mortal Kombat vs. DC Universe
長年の宿敵であったソニアやジャックスと一時的に共闘している。
Mortal Kombat（2011年）
情報提供者を装って特殊部隊に意図的に偽のミリタリー・インテリジェンスを流し、ソニアとジャックスの仲間の大半を死なせたため、彼らから復讐心を向けられた。第1回目の少林寺大会の折、カノウは気取り屋の俳優ジョニー・ケイジとの戦いに続いてソニアとの試合で敗れた。 その後、シャン・ツンが挑戦者として差し向けたカノウは再びソニアに倒されるが、大会主催者はカノウの逮捕を禁じた。後に、シャオ・カーンの武器の供給者となり、彼の軍隊に人間界の武器を提供し、侵略の計画は目前に迫っていた。黒龍会を脱退したSWAT隊員のカバルがキンタローにIII度熱傷を負わされると、カノウは彼を回収してシャン・ツンとともに治療を施し、組織に離反したかつての同盟者であるにもかかわらず、彼に人工呼吸器、マスク、一対のフックソードを与えた。意識が戻ったカバルは自身の状態に憮然とした様子で、重傷を負う原因を作った外界の勢力に与したカノウに激怒し、彼との戦闘後にシャオカーンの居場所へ案内するよう強要した。その後、ゴローやキンタローとともに兵士たちを人質に取り、サイボーグのサブゼロに凍結される。自力で凍結を解除し、サブ・ゼロが彼を制御下に置いていたセクターから自由になった事実を仲間のヌーブ・サイボットに報告する。
Mortal Kombat X
公式発表前にドイツ版GameProからリークされた。クァン・チーが人間界侵略を開始した後を描いた前日譚のコミックでは、サブ・ゼロとともに赤龍会の基地に潜入し、カミドウグの短剣を奪取するが、サブ・ゼロはそれを自分の懐に収めようと考えていた。彼が発見した短剣をカノウが盗み、悪魔が宿っているとは知らずにサブ・ゼロを負傷させた。短剣はサブ・ゼロに憑依し、直後にカノウは負傷し、各々撤退した。後に、コータル・カーンに雇われ、キャシー・ケイジとジャッキー・ブリッグスを捕らえるためにガンマンのエロン・ブラックと行動を共にした。捕縛に成功するも、黒龍会の仲間とともにマバド率いる赤龍会の奇襲を受けた。戦闘で負傷し、ブラックを残して逃亡する。ゲーム本編のある時期、カノウは少林寺に潜入し、シャオ・カーンの娘ミレーナのために、堕落した旧神シノックのアミュレットを盗み、外界の新らたな支配者コータル・カーンに対する内戦に協力させた。彼女が待ち伏せしている間、コータルの注意を引き付けようと試みたが、彼に裏切りを察知され制裁を加えられた。ミレーナの死後、人間界に撤退する。外界の難民キャンプに潜入するが、ケンシとソニアに身柄を拘束される。
Mortal Kombat 11
逃走中に時の番人クロニカと手を組んだ。彼女を補佐するためセクターを修理して量産化し、クロニカは過去のカノウを現代に召喚した。2人のカノウは特殊部隊の基地を襲撃、過去のケイジとソニアを誘拐し、黒龍会の娯楽のために戦うことを強要する。その後、キャシーは2人を救出する。戦闘中に、現在のカノウは過去のジョニーを殺害しようとした隙を突かれ、ソニアに過去の自分を射殺されたことでタイムパラドックスが発生し、消滅した。

### その他のゲーム
iOS向けゲーム「Batman: Arkham City Lockdown」では、あるレベルでバットマンと戦うゲストキャラクターとして登場している。インディーゲーム「パンチクラブ」では、『MK3』のカノウをモチーフにしたジャックスという戦士が登場し、ギャングの縄張り争いの場面に登場する。

### デザイン
カノウは初代『MK』に最後に追加されたキャラクターで、ソニアの敵としての役割を担っていた。開発段階では、2つの赤い目が付いた大きなヘルメットを被っていたが、その案はキャンセルされ、右目の上に小さな金属片を装着した。当初は眼帯の着用を想定していたが、アーノルド・シュワルツェネッガーが演じた『ターミネーター』に登場するキャラクターをイメージした金属製のプレートに変更された。「Mortal Kombat: Deception」のバイオグラフィで、モータルコンバットの共同制作者のエド・ブーンは、第1作目のカノウの人工的な眼はプラスチックのマスクの一部を切り取って銀色に塗装し、それを俳優のリチャード・ディビシオの顔にスピリットガムで接着し、眼の赤外線はデジタルで追加したと記述している。「MK」ではシンプルな白のチュニックを着ていたが、『MK3』では赤と黒に変更された。ディビシオは、「『いいぞ、あんな白い空手着捨てちまえ!』と思った（"I thought, 'Good, get rid of that white karate outfit!'"）」と語り、対戦前の画面のポーズは「意地の悪いカノウの顔（ "mean Kano face"）」を表していると述べた。 彼を象徴する心臓を抜き取るフェイタリティは、「インディ・ジョーンズ」のファンであるディビシオが特に気に入っている作品「インディ・ジョーンズ/魔宮の伝説」からヒントを得た彼のアイデアである。
『MK』の衣装は『MK:DA』と『MK:A』で隠しコスチュームとして復活し、両作での初期コスチュームは黒いベストでシャツなし、首にはソーニャの毛束を取り付けた紐を下げている。眼の他に後発の作品においても不変の外見的特徴、胸に装着したバンドリアーで、赤く発光する。『MKX』では3つのバリエーションごとに異なる色で点滅する。リブート版は当初「Mortal Kombat 8」と仮称を付けられており、ミッドウェイ・ゲームズのコンセプトアーティストであるヴィンセント・プロセが、黒龍会の犯罪者から「日本とアメリカ軍人のハーフのワル（"half Japanese, half U.S. military badass"）」へと「劇的に改造（"dramatically revamped"）」し、フェイスプレートとシンプルな白い道着と赤い帯、足首に重いテーピングをした裸足の姿のコンセプト画が描かれていた。リブート版が中止された代わりに「Mortal Kombat vs. DC Universe」が開発され、カノウの黒龍会の出自はそのままにゲームに収録された。
『MK』から『MK:A』までの全てのシリーズにおいて、カノウは生え際が後退しているか完全にハゲており（ディビシオが第1作の撮影中に頭髪が薄くなり始め、「MK3」の撮影前に髪を剃ったため）『MKvs.DCU』と『MK9』では、カノウは頭髪と髭を生やし、『MK9』では胸から腕にかけて黒一色の大きな龍の刺青を2つ入れ、両作品の衣装は2D時代の物に回帰している。当初はアメリカ人として設定されていたが、1995年公開の映画『モータルコンバット』でイギリス人俳優のトレヴァー・ゴダードが演じた後、国籍がオーストラリアに変更された。

#### ゲーム上の特徴
「MK」のカノウの特殊技は「Knife Throw」（ナイフ投げ）で、スコーピオン以外に飛び道具が物理的な武器であるキャラクターは2人しかおらず、体術である「Cannonball」は丸まって相手に突撃するものであった。セガビジョンズはKnife Throwを「強力な遠距離攻撃であり、扱いも簡単だ（"a strong distance weapon and easily thrown"）」と評している。 また、カノウはより生々しいフェイタリティを持っており、相手の胸に手を突っ込み、まだ動いている心臓をもぎ取るという内容である。修正がかけられたSNES版では、代わりにパンチで相手の胸骨を骨折させるフェイタリティに差し替えられている。ブーンは、カノウのフィニッシャーには「相手の体に残る跡（"mark left on the opponent's body"）」が無いため、同作のサブゼロのフェイタリティ「Spine Rip」の方が目立っていると主張している。カノウはメモリの都合でゲームギア版の『Mortal Kombat』ではカットされ、アーケード版のエンディングにおける自動小銃を持った静止画はSega Genesis版で削除された。
「Mortal Kombat II」ではカノウは使用できない。シリーズの共同制作者であるジョン・トビアスは1994年のGameProのインタビューで、MKでは「カノウとソニアはおそらく最も使用回数が少ないキャラだろう。我々（ミッドウェイ）はそれでも彼らをストーリーに登場させたかったので、囚われの身となった状態で出した（"Kano and Sonya were probably picked the least. We [Midway] still wanted to include them in the storyline, so we had them captured."）。」と述べている。そして、今後の展開でカノウとソニアが復活させることを認めた。『MK3』で2人は再び使用可能になり、旧作の技はそのままに、新たに相手を持ち上げて激しく揺さぶるカノウの技「Grab and Shake」が追加された。「MK」と比較してフェイタリティはいくらかマイルドに表現されており、眼球から放たれるレーザーで相手を爆発させたり、喉から骨格を引き抜いて持ち上げるなど、2つとも流血描写が無かった。同作には隠しNPCのヌーブ・サイボットが登場しており、カノウのスプライトを黒一色にシルエットに塗り替えたキャラクターである。「Ultimate Mortal Kombat 3」と「Mortal Kombat Trilogy」では従来の色違い忍者のグラフィックに変更されたが、「MK」と「MK3」のカノウも使用できる。
「Mortal Kombat 4」では、無印に登場した7人のキャラクターの中で唯一カノウだけが登場せず、代わりに新キャラクターのジャレックが登場した。同作のジャレックの役割は、恐らくカノウが死亡した後、黒龍会の最後の残党として、ソニアとジャックスに人類に反逆した罪で追われていた。ジャレックはカノウの特殊技をコピーし、人工的な強化は施していないものの、心臓を引き抜く「Heart Rip」と眼からレーザーを射出する「Eye Laser」のフェイタリティが搭載されている。カノウほど評判が良くなかったため、『MK:A』を除き、再びシリーズにプレイアブルキャラクターとして登場することは無かった。
「Eye Laser」は『MK:DA』では特殊技として収録され、一対のナイフを振り回す「Ear to Ear」という技を持っており、これは1995年の映画で、カノウがソニアに、彼女のパートナーの喉を「耳から耳まで（"from ear to ear"）」ナイフで切り裂いたと告げるシーンにちなんでいる。彼の戦闘スタイルの1つは皮肉にも、使い手を怪我から守る防御的な武道の合気道である。「Mortal Kombat: Deception」ではKonquestのみ登場する。ライバル組織Red Dragonと反目し合いながら、新キャラクターのキラとコブラで黒龍会を改革しカバルが新リーダーとして就任したが、カノウは『MK:A』で復帰した。
Prima Gamesが出版した2011年のリブート版の公式ガイドによると、カノウの「『怯んだ隙にコンボを決められる』ファイトスタイルは対戦するのにイライラすることもあるが、『Ultimate Mortal Kombat 3』時代からの熱心なカノウ使いなら、彼が完全に自分のスタイルに合致していることに気付くだろう（"'flinch and you will be comboed' style can be frustrating to play against, but if you are a die-hard Kano user back from the Ultimate Mortal Kombat 3 days, you will find that Kano completely fits your style"）」と述べられている。また、同ガイドでは他のキャラクターとの対戦では、過度に手強いわけでもなく、大きく不利な戦況に陥るわけでもないと評されている。「Mortal Kombat X」では他のキャラクター同様、3種のバリエーションが用意されている。

### メディアミックス作品
マリブ・コミックスで連載された1994年の連続シリーズ「Blood & Thunder」では、ジョン・トビアスのMKのコミックを引用し、ソニアと特殊部隊から逃れ、シャン・ツンの船でジョニー・ケイジと口論になり、彼に倒される場面が詳細に描かれている。第2話では、作中2回しか行われなかったトーナメント戦の1つが開催され、カノウはソニアと島に同行したパートナーであり、サイバネティックスを施して武装したランスを「Heart Rip」のフェイタリティで殺害している。シャン・ツンの部屋に侵入した折、彼の所持する神話的な書物「Tao te Zhan」を盗み、ゴローに捕まり他のキャラクターとともに洞窟に幽閉される寸前まで自分の体に隠すことに成功する。その次の号で一同はゴローに殴られた後、ライデンが助けに来て洞窟から脱走する。しかし、外界に散り散りになってしまい、カノウとリュウ・カンは行動を共にするが、互いに衝突し合った。カノウは、スコーピオンに奪われた書物を取り戻そうと、外界のミュータントたちと共謀してリュウ・カンと彼らを戦わせ、リュウ・カンの背中に不意にナイフを突き刺し、殺害を試みた。 第6話では、サブゼロを倒すが、その後ソニアに倒された。ストーリーは人間界の戦士が外界人に勝利し、カノウがソニアとジャックスに拘束される場面で終了するが、1995年の2話号連続で連載されたシリーズ「U.S. Special Forces」の第1弾に収録されたストーリー「Breakout」ではカノウは登場せず、Rojackという黒龍会の人物が主要悪役として活躍する。 同年、カノウは3話が連載されたシリーズ「Rayden & Kano」にも登場し、ライデンはカノウに魔法の剣「Ebbonrule」を贈り、贖罪のためにシャオ・カーンを殺してくれることを期待したが、逆にカノウは神の力と引き換えにカーンに剣を譲渡した。
カノウは1995年にジェフ・ロビンが手掛けたノベライズ版モータルコンバットにも登場し、同作の時系列は初代「MK」以前である。彼と数人の黒龍会のメンバー（全員オリジナルキャラクター）は、中国のどこかに隠された神秘の護符アミュレットを発見するためにシャン・ツンに雇われた。彼らはクン・ラオが住んでいる辺境の村にたどり着き、カノウはクン・ラオを旅に強制的に同行させた。数年前に婚約者を殺されたソニアは、彼の逮捕に個人的な関心を抱いており、彼の知らないうちに黒龍会に潜入捜査していた。しかし、シャン・ツン、ゴロー、ライデンが調査を妨害し、カノウの黒龍会の仲間は殺され、シャン・ツンはカノウをクン・ラオを共同でアミュレットが存在する場所へと送り込んだ。2人は無事に帰還し、カノウはアミュレットをシャン・ツンの宮殿に持って行くが、シャン・ツンと物理的に接触した後、ゴローに襲われた。終盤でソニアと乱闘を繰り広げたが、彼女が一瞬気を失った隙に逃げ出し、捕縛を免れたため、決着はついていない。
1995年公開の映画「モータルコンバット」では、イギリス出身の俳優トレヴァー・ゴダードが演じた。ゲームで描かれたカノウとソニアのライバル関係が発展し、ソニアは自分のパートナー（名前無し）を殺したカノウへの復讐を誓った。シャン・ツンはソニアをモータルコンバットの大会に誘い込むためにカノウを雇い、彼女を倒した後に報酬を与えることを約束するが、「傷はつけずに屈辱を与えるだけだ（"not to be harmed, only humiliated"）」と要求した。カノウはソニアを誘導してシャン・ツンの船に乗り込ませ、その後ゴローと会話していたケイジ、ソニア、リュウ・カンに目撃される。カノウはソニアに敗れ、シャン・ツンは彼女にトドメを刺すよう煽り、ソニアは彼の首を折って要求に応じた。 映画のノベライズ版では、食事シーンでカノウがビジネススーツを着ている描写がある。序盤で特殊部隊と国際タスクフォースによる黒龍会のメンバー逮捕の共同作戦が失敗し、カノウがタスクフォースの中尉を殺害し、そこでソニアの殺害されたパートナーの正体が明らかになっている。ソニアが自身は誰の物でもないと宣言し、シャン・ツンの策略に乗らなかったため、カノウは戦闘を免れた。終盤、ソニアに捕まって手錠を掛けられた。カノウの衣装は、ゲームでのデザインは採用されず、裸に茶色のベストを着ており、ソニアと戦う時はピンストライプのスラックスと金属製のチョーカー、コンバットブーツのみを着用しているため、映画ではミニマルな衣装になっている。映画公開に先立ち、Prima Lifestylesから出版されたコンパニオンブックには、彼の人物像がこう記されている。「"A strapping Australian talented in all forms of martial arts, he's particularly skilled with a knife. He seems to enjoy his cat-and-mouse game with Sonya, which began after he murdered her partner."（あらゆる格闘技の才能を持つ屈強なオーストラリア人で、特にナイフの扱いに長けている。ソニアとのいたちごっこのゲームを楽しんでいるようだが、それは彼が彼女のパートナーを殺害した後に始まった。）」。
舞台作品「Mortal Kombat: Live Tour」ではメインキャラクターとして登場し、格闘家のJoseph "Eddie" AcavedoとMark Chemeleskiが演じた。
アニメシリーズ「Mortal Kombat: Defenders of the Realm」では2回登場し、声優はマイケル・デ・バレスが務めた。 第6話「Familiar Red」では、シャオ・カーンと協力して人間界の防衛軍を騙し、全世界に生じた偽の次元の裂け目を追わせた。また、第1回大会前にカノウがソニアの特殊部隊のパートナーのWexlerを殺害するシーンがフラッシュバック（ソニアの視点とジャックスによるナレーション）したが、このシーンではカノウが「MK3」のデザインで登場し、連続性違反が発生している。第11話「Amends」で初めてカバルと対峙する。カバルは黒龍会から離反して善の勢力に転じ、その結果カーン軍によって顔面に重傷を負わされた。カノウの黒龍の仲間は、坊主頭の者と顔に刺青が入った者が登場し、ポータルを開くために使用される地下発電機を操作していた。彼らは結末で人間界の戦士たちによってあっけなく倒され、カバルは爆弾で機械を爆発させるが、カノウは脱出に成功する。
イギリスの俳優で武道家のダレン・シャラーヴィは、ケヴィン・タンチャローエンによる2011年のWebドラマ「Mortal Kombat: Legacy」の第1シーズンの3つのエピソードでカノウを演じた。黒龍会とともに、盗んだロボットを「サイバー・イニシアティブ」という計画に利用するため秘密の場所に輸送した。組織が使っている大型倉庫に潜入していたソニアを人質に取り、ジャックスとストライカー率いるSWATチームの襲撃を受け、彼女を殺害しようと画策した。ジャックスとの戦闘時にパンチをこめかみに受け、眼球を失って敗北する。部下たちに回収された彼は、手術でサイバネティックによる人工的な眼を装着される。カノウは前述の出来事に先立つ第9話で最後の登場を果たし、第1話で黒龍会からロボットを受け取った場所は、燐塊の本部であることが判明した。
2020年のアニメーション映画「Mortal Kombat Legends: Scorpion's Revenge」では、ロビン・アトキン・ダウンズが声を担当した。「Mortal Kombat Legends: Snow Blind」ではデビッド・ウェナムが声優を務める。
2021年のリブート映画では、オーストラリアの俳優ジョシュ・ローソンが演じた。

### 商品展開
初代「MK」のキャラクターとともに、カノウはジ・イモータルズが手掛けた1994年のアルバム『Mortal Kombat: The Album』に収録されたイメージソングでクローズアップされた。曲名は「Use Your Might」で、女性ボーカルが主観視点でモータルコンバットの参加者の中で「最も強い（"the strongest of them all"）」と賞賛している点が特徴。
1994年、ハズブロから4インチのアクションフィギュアが発売され、「コンバットサイクル（"Kombat Cycle"）」という乗り物と同梱された。2006年、Jazwaresは「MK:SM」のキャラクターシリーズの1つとしてカノウのアクションフィギュアを発売した（ただし、「MK:DA」の嘉納のコスチュームを着用している）。 2012年にはシリーズ20周年記念として6インチサイズのフィギュアが発売。2011年にAta-Boy Wholesaleから、20人の「MK」キャラクターのうちの1人としてカノウの2.5×3.5インチのマグネットが発売され。、第1作でカノウが使用したナイフ「Raptor」のレプリカが販売され、ギル・ヒベンがデザインを手掛けた。
2012年のアニメ映画『シュガー・ラッシュ』では、カノウはブライアン・ケージンガーが声優を担当し、短い間スクリーンに登場した。『ザ・ハウス・オブ・ザ・デッド』に登場するゾンビのシリルに「Heart Rip」を行い、様々なレトロゲームの悪役が登場する「悪役お悩み相談会（Bad-Anon）」に参加した。モータルコンバットがM指定（17歳以上対象）作品であるためか、「サイボーグ（Cyborg）」としてクレジットされている。シリルも同様で「ゾンビ（Zombie）」とクレジットされた。

## 批評
2012年、UGO.comの記事「Top 50 Mortal Kombat Characters」において24位にランクインし、同サイトでは2011年、カノウは「ロボコップ」と「スタートレック」のキャラクター「セブン・オブ・ナイン」を抑えて歴代7位のサイボーグキャラクターとしてランクインした。2015年、Den of Geekの「Mortal Kombat: Ranking All the Characters」では17位にランクインし、「カノウは変わり種のクズで、彼の存在が本シリーズをより良い作品にした。（しかし）1995年の映画でのトレヴァー・ゴダードのロックな演技がなければ、おそらく彼はこれほど上位にランクインしなかっただろう（"Kano is a special kind of scum, and the series is better for him existing ... [but] he probably wouldn’t rank quite as high if not for Trevor Goddard’s rocking performance in the first movie."）」とコメントされた。Cheat Code Centralのジョシュ・ワータネンは、「Top 10 Mortal Kombatants」と題した記事で5位に挙げた。また、Game Revolutionのアンソニー・セベリーノによって2011年の特集「Top 10 Old School Mortal Kombat Characters」で取り上げられている。 Saldanaは「カノウは「MK」のスタッフが劇中の描写にマッチするように彼のすべての要素を再構成したほど、映画を盛り上げることに一役買ったキャラクターだ（MK team retconned everything about Kano to fit that portrayal"）」と賞賛しているが、Modojo.comのChris Buffaは説明なしに「MK3」の最悪のキャラクターのリストにカノウを選出している。

### フィニッシュムーブに関して
2011年、UGO NetworksのRussell Frushtickが公開した記事「Mortal Kombat Fatalities Top 11」では『MK』の「Heart Rip」が2位にランクインし、単独で「ビデオゲームにおける暴力反対の支持者を誕生させた（"herald[ing] the birth of anti-video game violence advocates"）」と評価され、「鼓動を刻んでいる心臓を抜き取る様はまるでモラ・ラムのようだ（"ripping the beating heart out of an opponent's chest like he's some sort of Mola Ram"）」と形容している。2014年、Prima Gamesが選出したシリーズの上位のフェイタリティでは、サブ・ゼロの「Spine Rip」に次いで2位にランクインした。 2008年、GameProはSNES移植版におけるパンチで相手の胸郭を叩き割るフェイタリティを「The 12 LAMEST Fatalities（最もつまらないフェイタリティ12選）」と題した記事で1位に挙げた。ScrewAttackのCraig Skistimasは、同サイトの「Top 10 Mortal Kombat Fatalities」で『MK3』の「Skeleton Removal」を6位にランクインさせた。反面、Game InformerのDan Ryckertは「Mortal Kombat's Best And Worst Fatalities」と題した記事で「The Confusing（わけの分からない）」という枠で前述のフェイタリティを紹介した。
「MKvs.DCU」におけるフェイタリティ「Stomach Pounce」は、本作自体が『モータルコンバット』の暴力描写を抑えたタイトルとして否定的に評価されている中で、手心を加えている点が特に批判された。そのため、GameProの「Top 12 Lamest Fatalities」（5位）に2回ピックアップされ、同誌は「（開発者が）努力を怠ったせいだ（"absolutely no effort was put in [by the developers in] creating it."）」とコメントしている。 Game Informerは、これをシリーズで最悪のフィニッシャーと評し 、Game Rantからも同様の反応を得ており、キャラクターとの関連性がないと付言された。1UP.comのDavid Saldanaは「Top 10 Worst Mortal Kombat Fatalities」で7位に挙げた。 ScrewAttackが2011年に発表した「Top 10 Worst Mortal Kombat Fatalities」のリストでは、「Stomach Pounce」が「MKvs.DCU」の代表的なフェイタリティとして挙げられている。
『MK9』のフェイタリティ「Heart Transplant」（素手で相手の首を切り、心臓を切り取ってから頭を胸腔に押し込むという内容）は、シリーズの上位のフィニッシャーとして『We Got this Covered』に評価され、WhatCultureのトニー・サールが2014年に公開した「Mortal Kombat: 20 Horrifically Stomach-Churning Fatalities（見てて胃がキリキリしてくる恐ろしいフェイタリティ20選）」では18位にランクインした。